# Tadeusz Myśliński
Tadeusz Myśliński (ur. 2 kwietnia 1947 w Przasnyszu) – polski artysta fotograf. Członek rzeczywisty i honorowy Fotoklubu Rzeczypospolitej Polskiej - Stowarzyszenie Twórców (AFRP). Przewodniczący Sądu Koleżeńskiego Fotoklubu RP. Członek honorowy Światowego Stowarzyszenia Artystów Fotografików i Twórców Audiowizualnych.

## Życiorys
Tadeusz Myśliński jest absolwentem Państwowego Studium Kultury i Oświaty w Warszawie (specjalizacja fotografia i film). Od 1995 roku jest organizatorem Ogólnopolskich Plenerowych Prezentacji Fotografii Artystycznej (Stodoła) w Przasnyszu. Podstawową tematyką jego twórczości fotograficznej jest przyroda i architektura północnego Mazowsza. Szczególne miejsce w jego twórczości zajmuje fotografia piktorialna, do której wykorzystuje techniki czarno – białej fotografii bromowej, techniki chromianowe oraz technikę gumy.
Tadeusz Myśliński jest autorem i współautorem wielu wystaw fotograficznych; indywidualnych, zbiorowych, poplenerowych oraz pokonkursowych, na których uzyskał wiele akceptacji, nagród, wyróżnień, dyplomów, listów gratulacyjnych. Prowadzi liczne warsztaty, szkolenia, spotkania, plenery, pokazy multimedialne dotyczące fotografii oraz techniki w fotografii. W 1998 roku został przyjęty w poczet członków Fotoklubu Rzeczypospolitej Polskiej Stowarzyszenia Twórców. Decyzją Komisji Kwalifikacji Zawodowych Fotoklubu RP, otrzymał dyplom potwierdzający kwalifikacje do wykonywania zawodu artysty fotografa, fotografika (legitymacja nr. 103).
W 2007 roku został laureatem Nagrody Specjalnej Ministerstwa Kultury i Dziedzictwa Narodowego – za zasługi dla kultury polskiej. W 2014 roku obchodził jubileusz 40 – lecia twórczości fotograficznej. W 2017 roku zajął II miejsce etapu powiatowego (przasnyskiego) w konkursie Osobowość roku – w kategorii Kultura. Prace Tadeusza Myślińskiego zaprezentowano w Almanachu (1995–2017), wydanym przez Fotoklub Rzeczypospolitej Polskiej Stowarzyszenie Twórców. W 2018 roku został uhonorowany Medalem „Za Zasługi dla Fotografii Polskiej” – odznaczeniem przyznawanym przez Kapitułę Fotoklubu Rzeczypospolitej Polskiej Stowarzyszenia Twórców – w 100. rocznicę odzyskania przez Polskę niepodległości. W 2020 został odznaczony odznaką honorową „Zasłużony dla Kultury Polskiej”. W 2020 odznaczony Złotym Medalem „Za Fotograficzną Twórczość” – odznaczeniem ustanowionym przez Zarząd i przyznawanym przez Kapitułę Fotoklubu Rzeczypospolitej Polskiej Stowarzyszenia Twórców, w odniesieniu do obchodów 25-lecia powstania Fotoklubu RP.

## Odznaczenia
- Odznaka „Zasłużony Działacz Kultury”[4]
- Brązowy Medal „Zasłużony dla Fotografii Polskiej” (2003)[15]
- Srebrny Medal „Zasłużony dla Fotografii Polskiej” (2004)[16]
- Medal Stanisława Ostoja-Kotkowskiego (2006)[4][9]
- Medal „Za Zasługi dla Fotografii Polskiej” (2018)[12]
- Odznaka honorowa „Zasłużony dla Kultury Polskiej” (2020)[13]
- Srebrny Medal „Za Zasługi dla Rozwoju Twórczości Fotograficznej” (2020)[17]
- Złoty Medal „Za Fotograficzną Twórczość” (2020)
- Złoty Medal "Za Zasługi dla Rozwoju Twórczości Fotograficznej" (2024)[18].